# Blastophaga
Blastophaga (лат.) — род хальцидоидных наездников из семейства Agaonidae. Опылители инжира (Ficus).

## Описание

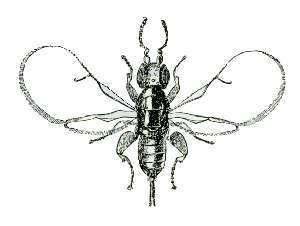
Blastophaga psenes

Крылья с сильно редуцированным жилкованием. Самцы бескрылые. Развиваются в плодах диких видов инжира (Ficus), который они опыляют. Род был впервые выделен в 1829 году германским натуралистом Иоганном Гравенгорстом. Некоторые виды являются переносчиками паразитов растений. B. psenes является вектором переноса паразитической фитонематоды Schistonchus caprifici (Aphelenchoididae), который также переносится клептопаразитом Philotrypesis caricae (Agaonidae).
- Blastophaga auratae Wiebes, 1993[5]
- Blastophaga borneana Wiebes, 1993[5]
- Blastophaga breviventris  Mayr, 1885[6]
- Blastophaga compacta Wiebes, 1993[5]
- Blastophaga confusa Wiebes, 1993[5]
- Blastophaga distinguenda Grandi, 1916[7][8]
- Blastophaga esquirolianae Chen & Chou, 1997[9]
- Blastophaga filippina Wiebes, 1993[5]
- Blastophaga glabellae Hoffmeyer, 1932
- Blastophaga inopinata Grandi, 1926[10]
- Blastophaga intermedia Grandi, 1926[10]
- Blastophaga javana Mayr, 1885[6]
- Blastophaga macilentae Wiebes, 1993[5]
- Blastophaga malayana Wiebes, 1993[5]
- Blastophaga medusa Wiebes, 1993[5]
- Blastophaga modesta Wiebes, 1993[5]
- Blastophaga nipponica Grandi, 1921
- Blastophaga pedunculosae Chen & Chou, 1997[9]
- Blastophaga psenes (Linnaeus, 1758)
- Blastophaga mayeri Mayr, 1885[6]
- Blastophaga puncticeps Mayr, 1906
- Blastophaga quadrupes Mayr, 1885[6]
- Blastophaga sensillata Wiebes, 1993[5]
- Blastophaga silvestriana Grandi, 1929
- Blastophaga taiwanensis Chen & Chou, 1997[9]
- Blastophaga tannoensis Chen & Chou, 1997[9]
- Blastophaga yeni Chen & Chou, 1997[9]